# Икильчи
Икильчи (чечен. Икалчу) — покинутый аул в Галанчожском районе Чеченской Республики. Входит в Мелхйистинское сельское поселение.

## География
Аул расположен на правом берегу реки Мешехи, к юго-западу от районного центра Галанчож.
Ближайшие развалины бывших аулов: на севере аул — Узны на северо-западе — аулы Терти и Меши, на юго-востоке — аул Сахани, на северо-востоке — аул Ценчемехи.

## История
Аул Икильчи ликвидирован в 1944 году во время депортации чеченцев. После восстановления Чечено-Ингушской АССР в 1956 году чеченцам было запрещено селиться в данном районе.